# Danny Kah
Daniel „Danny“ Kah (* 5. Mai 1967 in Two Wells) ist ein ehemaliger australischer Eisschnellläufer und Shorttracker.

## Werdegang
Kah, der für die Adelaide Vikings startete und als Bauingenieur tätig ist, begann im Alter von fünf Jahren mit dem Eislaufen und startete international erstmals bei den Shorttrack-Weltmeisterschaften 1983 in Tokio, wobei er die Silbermedaille mit der Staffel gewinnen konnte. Im folgenden Jahr wurde er bei den Shorttrack-Weltmeisterschaften in Peterborough Sechster im Mehrkampf und erreichte sein bestes Einzelergebnis bei Weltmeisterschaften. In der Saison 1984/85 kam er bei den Shorttrack-Weltmeisterschaften 1985 in Amsterdam auf den zehnten Platz im Mehrkampf sowie auf den fünften Rang mit der Staffel und holte bei der Winter-Universiade 1985 in Belluno die Silbermedaille über 500 m sowie die Goldmedaille mit der Staffel. Da sein Ziel war bei Olympischen Winterspielen teilzunehmen und Shorttrack zu der Zeit noch nicht olympisch war, nahm er ab der Saison 1984/85 auch im Eisschnelllauf an internationalen Wettbewerben teil und lief dabei bei den Juniorenweltmeisterschaften 1985 in Røros auf den 18. Platz im Kleinen Vierkampf. Im Shorttrack startete er international noch bei den Shorttrack-Weltmeisterschaften 1986 in Chamonix und bei den Shorttrack-Weltmeisterschaften 1987 in Montreal, wobei er die Plätze 32 sowie 17 im Mehrkampf errang und wurde zwischen 1983 und 1992 mehrmals australischer Meister im Shorttrack. In der Saison 1985/86 nahm er in Eindhoven erstmals am Eisschnelllauf-Weltcup teil, wobei er den 27. Platz über 5000 m errang und kam bei der Mehrkampfweltmeisterschaft 1986 in Inzell auf den 29. Platz im Großen Vierkampf. Zudem wurde er im Januar 1986 bei der 3-Bahnen-Tournee in Innsbruck Zweiter im Mehrkampf und lief im folgenden Jahr bei der Mehrkampfweltmeisterschaft in Heerenveen auf den 27. Platz im Großen Vierkampf.
In der Saison 1987/88 kam Kah im Weltcup viermal unter den ersten Zehn und bei der Mehrkampfweltmeisterschaft 1988 in Alma Ata auf den neunten Platz im Großen Vierkampf. Beim Saisonhöhepunkt, den Olympischen Winterspielen 1988 in Calgary, belegte er den 14. Platz über 1500 m und den zehnten Rang über 5000 m. In der folgenden Saison siegte er bei der 3-Bahnen-Tournee in Baselga di Piné im Mehrkampf und errang in Innsbruck den dritten Platz über 1000 m. Zudem lief er bei der Mehrkampfweltmeisterschaft 1989 in Oslo auf den 20. Platz und im folgenden Jahr bei der Mehrkampfweltmeisterschaft in Innsbruck erneut auf den neunten Platz im Großen Vierkampf. In der Saison 1990/91 erreichte er in Albertville mit dem dritten Platz über 1500 m seine einzige Podestplatzierung im Weltcup und zum Saisonende mit insgesamt sieben Top-Zehn-Platzierungen den zehnten Platz im Weltcup über 5000/10.000 m sowie den achten Rang im Weltcup über 1500 m. Außerdem kam er bei der Mehrkampfweltmeisterschaft 1991 in Heerenveen auf den siebten Platz im Großen Vierkampf und bei der Sprintweltmeisterschaft 1991 in Inzell auf den 26. Rang. In den folgenden Jahren belegte er bei der Mehrkampfweltmeisterschaft 1992 in Calgary den 27. Platz im Großen Vierkampf, bei den Olympischen Winterspielen 1992 in Albertville, wobei er bei der Eröffnungsfeier die australische Flagge tragen durfte, den 34. Platz über 1000 m, den 23. Rang über 1500 m, den 20. Platz über 5000 m sowie den 12. Platz über 10.000 m und bei der Mehrkampfweltmeisterschaft 1993 in Hamar den 18. Platz im Großen Vierkampf. In der Saison 1993/94 nahm er in Innsbruck letztmals am Weltcup teil, wobei er den 20. Platz über 5000 m errang und startete bei den Olympischen Winterspielen 1994 in Lillehammer letztmals international. Dabei belegte er über 1500 m und 5000 m jeweils den 25. Platz. Sein Bruder Johnny Kah war als Shorttracker aktiv.

## Erfolge

### Olympische Spiele
- 1988 Calgary: 10. Platz 5000 m, 14. Platz 1500 m
- 1992 Albertville: 12. Platz 10.000 m, 20. Platz 5000 m, 23. Platz 1500 m, 34. Platz 1000 m
- 1994 Lillehammer: 25. Platz 1500 m, 25. Platz 5000 m

### Mehrkampf-Weltmeisterschaften
- 1986 Inzell: 29. Platz Großer Vierkampf
- 1987 Heerenveen: 27. Platz Großer Vierkampf
- 1988 Almaty: 9. Platz Großer Vierkampf
- 1989 Oslo: 20. Platz Großer Vierkampf
- 1990 Innsbruck: 9. Platz Großer Vierkampf
- 1991 Heerenveen: 7. Platz Großer Vierkampf
- 1992 Calgary: 27. Platz Großer Vierkampf
- 1993 Hamar: 18. Platz Großer Vierkampf

### Sprint-Weltmeisterschaften
- 1991 Inzell: 26. Platz Sprint-Mehrkampf

### Shorttrack-Weltmeisterschaften
- 1983 Tokio: 2. Platz Staffel
- 1984 Peterborough: 6. Platz Mehrkampf
- 1985 Amsterdam: 5. Platz Staffel, 10. Platz Mehrkampf
- 1986 Chamonix: 32. Platz Mehrkampf
- 1987 Montreal: 17. Platz Mehrkampf

## Persönliche Bestleistungen im Eisschnelllauf
| Disziplin | Zeit         | Datum             | Ort             |
| --------- | ------------ | ----------------- | --------------- |
| 500 m     | 38,95 s      | 9. Februar 1991   | Heerenveen      |
| 1000 m    | 1:16,30 min  | 20. Februar 1991  | Baselga di Piné |
| 1500 m    | 1:55,18 min  | 8. Dezember 1990  | Calgary         |
| 3000 m    | 4:04,53 min  | 20. November 1993 | Calgary         |
| 5000 m    | 6:52,14 min  | 13. Februar 1988  | Calgary         |
| 10.000 m  | 14:17,70 min | 9. Februar 1991   | Heerenveen      |